# 内藤正義
内藤 正義（ないとう まさよし）は、江戸時代後期の信濃国岩村田藩の世嗣。官位は無し。

## 略歴
文政4年（1821年）、6代藩主・内藤正縄の長男として誕生した。正室は安藤信由の次女・力子。
天保9年（1838年）12月1日、12代将軍・徳川家慶に拝謁する。安政元年（1854年）10月17日、家督を相続することなく、父に先立って死去した。享年34。
代わって、長男の正誠が家督を相続した。また三男の安藤信勇は、母・力子の実家である磐城平藩安藤家を継いだ。

## 系譜
- 父：内藤正縄（1795年 - 1860年）
- 母：不詳
- 正室：力子（利幾子） - 安藤信由次女
  - 長男：内藤正誠（1845年 - 1880年）
  - 三男：安藤信勇（1849年 - 1808年）
- 生母不明の子女
  - 女子：幸姫 - 松平直巳正室
  - 女子：片桐貞照正室